# Sericolea micans
Sericolea micans ist ein Baum in der Familie Elaeocarpaceae aus Neuguinea. Er gedeiht in eher höheren Lagen zwischen 850 und 2800 Meter.

## Beschreibung
Sericolea micans wächst als Baum bis etwa 25 Meter hoch. Der Stammdurchmesser erreicht bis 50 Zentimeter. Die etwas raue, pustelige Borke ist braun-grau.
Die einfachen, kurz gestielten und leicht ledrigen bis papierigen, relativ dünnen Laubblätter sind gegenständig. Sie sind eiförmig, -lanzettlich bis lanzettlich, lang zugespitzt bis geschwänzt und etwa 4–8 Zentimeter lang, 0,8–1,5 Zentimeter breit, sowie am Rand fein spitziggezähnt. Der Blattrand ist an der Basis leicht eingerollt. Der etwas seidig behaarte Blattstiel ist 3–4 Millimeter lang. Die Blätter sind unterseits dicht, seidig und gelblich bis weißlich behaart bis fast kahl und oberseits kahl außer auf der Mittelader. Die Nervatur ist gefiedert mit unterseits dicker, erhabener Mittelader. Es sind haltbare, kleine und längliche Nebenblätter vorhanden.
Es werden meist achselständige, sehr kleine Trauben oder selten Rispen gebildet. Die gestielten, sehr kleinen und weißen, meist fünfzähligen Blüten sind zwittrig mit doppelter Blütenhülle. Der 0,7–1,4 Zentimeter lange Blütenstiel ist seidig behaart. Es sind kleine, meist abfallende Tragblätter mit minimalen Zähnchen an der Seite vorhanden. Die innen gekielten, eiförmigen, 2–3 Millimeter langen Kelchblätter sind außen seidig behaart und die gleich langen, verkehrt-keilförmigen Petalen sind gestutzt und minimal dreilappig oder gekerbt. Es sind 11–15 freie, sehr kleine Staubblätter vorhanden. Der zweikammerige, kahle Fruchtknoten ist oberständig mit einem kurzen, konische Griffel und es ist ein tieflappiger Diskus vorhanden.
Es werden rote bis schwarze, etwa 4 Millimeter große und kahle Beeren gebildet. Die ein bis zwei Samen sind bis 3 Millimeter groß.

## Taxonomie
Die Erstbeschreibung erfolgte 1916 durch Rudolf Schlechter in Bot. Jahrb. Syst. 54: 98. Synonyme sind Sericolea elegans Schltr., Sericolea werneri (Lauterb.) Schltr. und Hormopetalum werneri Lauterb.
Es werden zwei Varietäten unterschieden:
- Sericolea micans var. micans
- Sericolea micans var. glabra (Schltr.) Balgooy (Syn.: Sericolea floribunda A.C.Sm. und Sericolea glabra Schltr.); in tieferen Lagen, mit unterseits fast kahlen Blättern und größeren Blütenständen mit mehr Blüten.